# 몬스터 근무일지
《몬스터 근무일지》(영어: Monsters at Work)는 디즈니+에서 2021년 7월 7일부터 공개된 미국의 애니메이션 시리즈로, 영화 《몬스터 주식회사》의 후속작이다.

## 목소리 출연
- 존 굿맨 - 제임스 P. 설리반
- 빌리 크리스탈 - 마이크 와조스키
- 존 라첸버거 - 예티
- 제니퍼 틸리 - 실리아
- 밥 피터슨 - 라즈
- 벤 펠드만 - 타일러 터스크먼
- 켈리 마리 크란 - 발 리틀
- 헨리 윙클러 - 프리츠
- 존 라첸버거 - 버나드
- 밥 피터슨 - 로즈
- 루카스 네프 - 덩컨
- 알라나 우바치 - 커터
- 스티븐 스탠튼 - 스미티와 니들맨
- 아이샤 타일러 - 밀리 터스크먼
- - 플렘

### 한국어판
- 한복현 - 제임스 P. 설리반
- 이인성 - 마이크 와조스키
- - 예티
- 김옥경 - 셀리아 라즈 로즈
- 김명준 - 타일러 터스크먼
- 장미 - 발 리틀
- 위훈 - 프리츠
- - 버나드
- 심규혁 - 덩컨
- 전숙경 - 커터
- 사성웅 - 스미티와 니들맨
- - 밀리 터스크먼
- 홍범기 - 플렘